# Shaolin (Film)
Shaolin (Originaltitel: chinesisch 新少林寺, Pinyin Xīn Shàolín Sì, Jyutping San1 Siu3lam4zi2 – „Neuer Shaolin-Tempel, Neues Shaolin-Kloster“) ist ein Hongkong-chinesischer Action-/Martial-Arts-Film aus dem Jahr 2011 mit Andy Lau und Nicholas Tse in den Hauptrollen.
Regie führte Benny Chan. Shaolin basiert lose auf dem Film Shaolin – Kloster der Rächer (少林寺,  Shàolín Sì, Jyutping Siu3lam4zi2 – „Shaolin-Tempel“) mit Jet Li aus dem Jahr 1982.

## Handlung
Die Fehde mehrerer Warlords erschüttert das ganze Land. Die Mönche eines Shaolin-Tempels nehmen sich der Verletzten an und beschützen die Armen und Schwachen. Doch es gibt täglich mehr Opfer durch den General Hou Jie, der besonders brutal vorgeht und bei seinen Feldzügen zwischen Soldaten und Zivilisten nicht differenziert. Als Hou von seinem Kameraden Cao Man verraten wird, muss er die Flucht ergreifen und sich im verborgenen Gebirgstempel der Mönche verstecken. In der Zeit, die Hou Jie dort verbringt, lernt er, das Leben der Mönche zu schätzen, wird ausgeglichener und ist auf bestem Weg, friedlich zu werden. Doch Cao kommt wieder. Fest entschlossen, Hou endgültig zu töten, treibt er den Krieg bis zum Tempel der Shaolin-Mönche, so dass diese gezwungen sind, ihre Neutralität aufzugeben und zu kämpfen.

## Sonstiges
Der Film wurde mit einem Budget von 30 Millionen US-Dollar gedreht. Er ist in Deutschland am 7. November 2011 direkt auf DVD und Blu-ray erschienen. Die Rechte in Deutschland liegen bei KSM.

## Nominierungen
Hong Kong Film Awards 2012
- Bester Nebendarsteller: Nicholas Tse
- Beste Art Direction: Chung Man Yee und Ben Lau
- Bester Filmsong: Q.luv und Andy Lau
- Beste Actionchoreographie: Corey Yuen, Tak Yuen und Chung Chi Li